# タムルアン洞窟の遭難事故
タムルアン洞窟の遭難事故（タムルアンどうくつのそうなんじこ）とは、2018年6月23日にタイ王国・チエンラーイ県のタムルアン森林公園内のタムルアン洞窟（タイ語: ถ้ำหลวงนางนอน、英語: Tham Luang Nang Non Cave）において、計13人が閉じ込められた遭難事故。
地元のサッカーチーム「ムーパ・アカデミー」のメンバーであるコーチ1人と少年ら12人の合計13人が閉じ込められ、7月10日までに13人全員が救出されたが、救出活動中にダイバー1人が殉職。さらに翌年、救出活動に参加したダイバー1人が、作業中の怪我による感染症で亡くなった。

## 概要

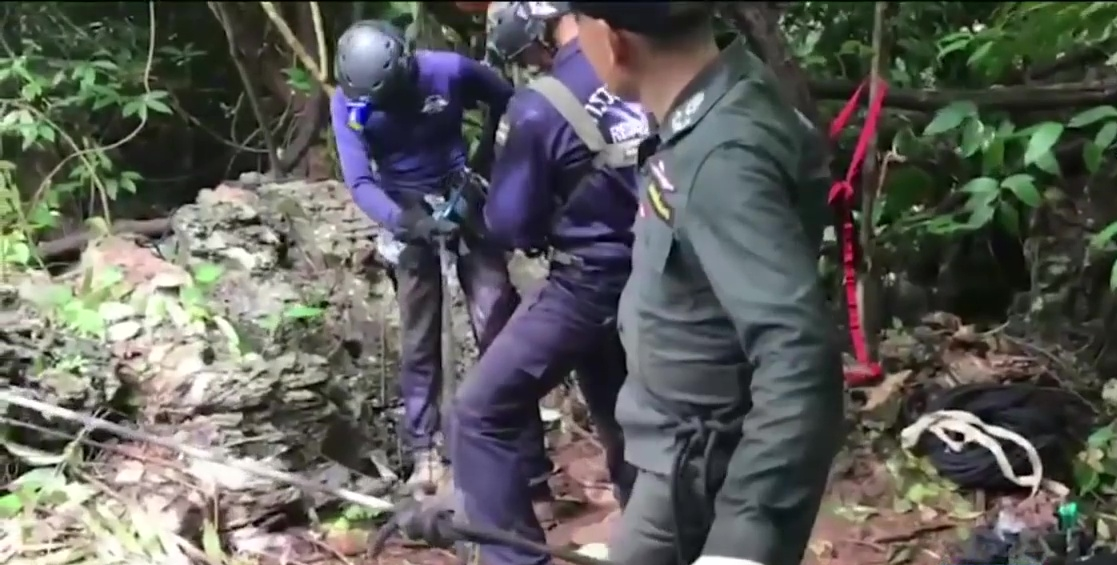
別の穴から代替ルートを探す救助隊

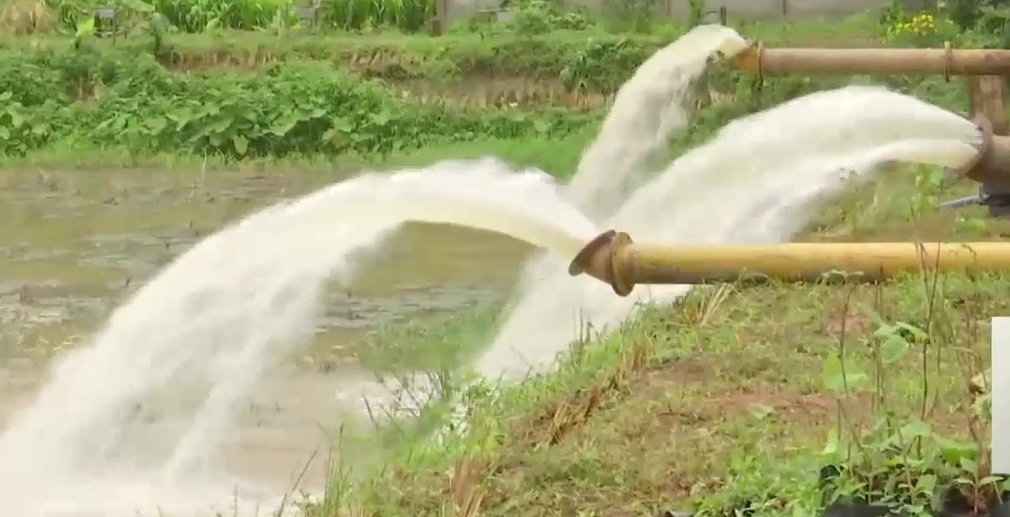
洞窟内とその地下水からポンプで排水する様子

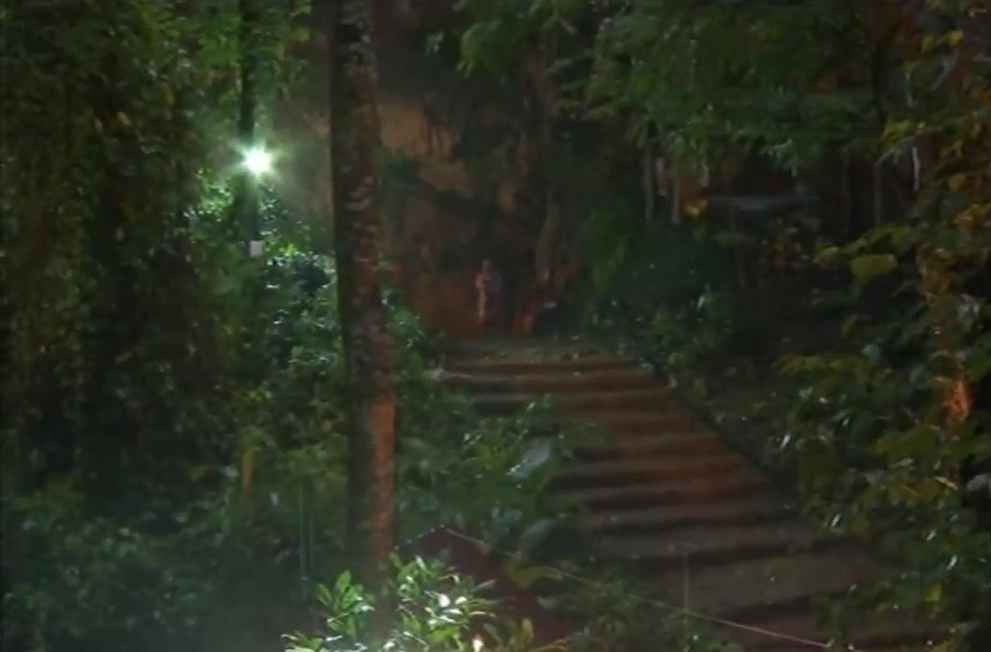
洞窟の入り口

2018年6月23日、地元のサッカーチーム「ムーパ・アカデミー」のメンバーであるコーチ1人と少年ら12人の計13人が洞窟内に進入した。タムルアン洞窟がある山の形が女性が横たわった姿に似ており、この洞窟は「男性に強い恨みを持って亡くなった女性の体内」と言われていて、地元の人達には恐れられている。
当時は雨季に入っており、大雨で洞窟内に大量の水が入り込んだ。その結果、洞窟内の水位が上昇して大半が水没したため、脱出できない状況に追い込まれた。
メンバー13人は7月2日に洞窟の奥の突き出た岩の上にいるところをイギリスのダイバーにより発見され、全員の無事が確認された。しかし、13人のいる位置は洞窟の入口から約5キロメートルの場所で、入口までの多くの箇所が浸水しており、洞窟潜水を行わない限り洞窟内を通過できない。ポンプで洞窟内の水を排水する方法や地上から掘削するなどの方法が検討され、地元や世界各国の救助チームが救助活動を行った。なお、この救出行動が原因で、7月5日にプーケット島沖で発生した客船沈没事故の遺体収容活動にダイビングの専門家が不足していた。
タイ王国海軍のほか、日本やイギリス、アメリカ合衆国、オーストラリアなど外国人を含めて救助活動が組織された。メンバーらがいる遭難現場まで物資を届けに行った元タイ海軍特殊部隊のダイバー、サマン・グナンが潜水中に死亡するなど、状況は過酷を極めた。死亡原因は、物資を届けに行った帰りで、空気タンクの残量がなくなったとされている。このダイバーは軍曹で退役したが、功績を讃えて少佐に特進、白象勲章勲一等が授与された。
救助には以下の方法が模索されていた。
- メンバーらにダイビング装置を装着させて脱出 - 洞窟潜水は大変危険な上に、ダイビング経験がない者が行うとパニックになって命を落とす場合もある。
- ポンプによる排水で洞窟内の水位を下げて救助 - 1時間に1センチメートル程度で水位が下がっているが、雨季によって水位が上がるため、排水が間に合わない危険性がある。
- 地上からの掘削 - 現場は標高の高い山とジャングルになっており、掘削するための重機が入れない。また洞窟内の正確な測量データがないと、現場を掘り当てるのはかなり難しいとされた。

フジテレビジョンで2018年8月12日に放送された『Mr.サンデー』によれば、最終的には、イギリス洞窟救助協会に所属するダイバーに依頼がなされ、パニック防止のために鎮静剤を注射した上で、ダイバー1人で1人を救出する方法が立案・実行された。なお、衛星による洞窟付近の高精度な地形図が国際協力機構（JICA）のタイ事務所と宇宙航空研究開発機構（JAXA）の協力で作成され、タイ側に提供されて救出作業のサポートの一助となった。
最終的にはダイバーによる救出となったが、遭難者の生存や救出作業を支援するため、大量の水が洞窟内から汲み出された。洞窟周辺に滞留した水により樹木が根腐れする被害を受けたため、救出から1年後の2019年7月8日、遭難者やその家族らによる植樹が行われた。

## 遭難者リスト
かつて仏教僧侶としての修行を積んだ経験もあるエカフォル・シャンタウォンとチームに所属する少年3人は国籍を有しておらず、彼らを市民として認めていない。その後、2018年8月8日に4人に対してタイ国籍が付与されたと報じられた。
| 名前                           | ニックネーム | 年齢 | サッカーのポジション                                                  |
| ------------------------------ | ------------ | ---- | --------------------------------------------------------------------- |
| エカフォル・シャンタウォン     | エイク       | 25歳 | アシスタントコーチ                                                    |
| ピパット・ボディ               | ニック       | 15歳 | チームのメンバーではない。 エカラート・ウォンソクチャンの友人である。 |
| モンコル・ブンピャム           | マーク       | 14歳 |                                                                       |
| ソンポン・ジャウォン           | ポング       | 13歳 | ミッドフィールダー                                                    |
| ポルチャイ・カムルン           | ティー       | 16歳 | ディフェンダー                                                        |
| デュアンペッチ・プロムセップ   | ドゥム       | 13歳 | キャプテン, フォワード                                                |
| パヌマス・サンディー           | ミック       | 13歳 | ディフェンダー                                                        |
| アダル・サムオン               |              | 14歳 | ミッドフィールダー                                                    |
| ピラパット・ソンパンハイ       | ナイト       | 16歳 | ミッドフィールダー                                                    |
| プラジャック・サザム           | ノート       | 14歳 | ミッドフィールダーとゴールキーパー                                    |
| ナタット・タカムサイ           | ティエ       | 14歳 | フォワード                                                            |
| チャニン・ウィブーンルンルアン | タイタン     | 11歳 | フォワード                                                            |
| エカラート・ウォンソクチャン   | ビュー       | 14歳 | ゴールキーパー                                                        |

## その後
7月24日、救助された少年12人のうち11人が僧侶見習いとして1週間出家した。
9月6日、救助に貢献した188人（うち外国人114人）に、勲章が授与された。日本人受章者はJICA関係者3名。
救助された少年らは、サッカーが縁でイギリスのマンチェスター・ユナイテッドFCに招待され、同年10月にオールド・トラッフォードで行われた試合を観戦、主力選手との面会も果たした。また、救出作業で照明や誘導に使われた蓄光素材が福島県川内村の工場で生産された縁で、2019年4月に福島で中学生を中心としたJヴィレッジSCと交流試合を行った。
タムルアン洞窟近くには殉職したダイバーの像が建てられ、併設された学習センターでは救出に使われた空気タンクや洞窟の模型が展示されている。一帯を訪れる観光客は事故前の年間5000人程度から140万人へ増え、観光地化している。洞窟周辺は2018年10月に森林公園に指定され、国立公園・野生動植物保全局が管理している。国立公園への昇格や洞窟の公開も検討されている。
2022年9月23日、Netflixで当事故に基づくドラマシリーズ『ケイブ・レスキュー: タイ洞窟必死の救出』が配信。
2023年2月16日、キャプテンの少年がサッカー留学していたイングランドのレスターシャーにて事故死 。

## 事故の救出活動を描いた作品
事故をテーマとした映画制作が計画され、『THE CAVE サッカー少年救出までの18日間』として2019年11月に公開。これとは別にネットフリックスも映像化を発表している。
映画
- 2019年 - 『THE CAVE サッカー少年救出までの18日間』
- 2021年 - 『THE RESCUE 奇跡を起こした者たち』
- 2022年 - 『13人の命』

書籍
- 2020年 - 『All Thirteen』 - 当事故をテーマとした児童書。